# Špurijus
Špurijus su hrvatski punk rock sastav iz Splita.

## Povijest
Osnovani su 1998. godine. Sastav su osnovali jer nigdje na ondašnjoj sceni nisu mogli čuti glazbu koja im se svidjela, pa su vlastitim pjesmama gradili svoj repertoar. U sljedeće dvije godine objavili su svoja dva demoalbuma. 1999. to je bio Čovječe, ne ljuti se i 2000. Matejuško, jubavi moja. Postali su jednim od zaštitnih lica lokalne underground scene sa svojim dvominutnim punk pričama socijalno-ljubavne tematike i jakim dalmatinskim pečatom. Nemogućnost objavljivanja službenog izdanja i manjak izraženih ambicija rezultirale su promjenama u postavi. Usprkos tomu sastav se je cijelo vrijeme zadržao na splitskoj sceni. Gotovo tradicionalno održavao je fešte u klubu Kocka. Tek 2009. godine, skoro deset godina od osnivanja realizirali su prve studijske uradke: Ana, bog! i Splite, volim te, kao i sudjelovanja na državnim demo-natjecanjima. Zbog neobvezna (punkerski duh) i amaterskog pristupa radu Špurijus je bio poznat samo uskim punk krugovima izvan Dalmacije. Promjene u sastavu i dalje su pratile Špurijus. Sredinom 2010-ih iskoračili su i 2015. su u vlastitom izdanju izbacili singl Šime. Singl je brzo postao koncertni favorit. Na tragu singla odlučili su snimiti album sa sasvim novim stvarima crnohumornih tema o svim vrstama društvenog i moralnog rasula prelaze iz lokalne u univerzalnu tematiku. 2017. objavili su singl Apartmani, čija su tema metode "bespoštedne borbe malog čovjeka za lakom zaradom u kaotičnom svijetu sveopće apartmanizacije." Za singl su ljeta 2017. snimili i spot u produkciji Kino kluba Split. Premda ljetne tematike, Špurijus je singl namjerno izbacio na izdisaju ljeta "kad nam je turističkog kaosa svima preko glave". Drugi video spot je za skladbu Dobro jutro, pederi! . Snimili su u kućnoj radinosti za samo 20 kn.
Prvi su studijski album "Masovni ukus" izdali nakon 20 godina svog djelovanja. Promocija je bila 22. rujna 2018. u klubu Split Circus. Na albumu je 15 punk rock pjesama. Tematski su naizgled vrlo različite, ali "zapravo čvrsto povezanih energijom, zajebancijom, iskrenošću i crnohumornim osvrtom na poprilično turobnu svakodnevicu, iz koje se izlaz može pronaći samo kroz težu ironiju.". Album je u splitskom studiju ¾ Klub Kocka snimio, producirao i miksao Marko Perčić Sula. Amblem sastava je modificirani as kupa.
Snimanje drugog albuma najavili su singlom Barba je partija, koji je producirao Saša Antić. Skladbu su snimili početkom 2020. godine u splitskom studiju Bozon uz snimateljsku pomoć Dina Siriščevića i Borisa Ždere, uz logističku podršku ostatka ekipe iz The Plejsa. Drugi Špurijusov spot za album snimili su malo prije proglašenja epidemioloških mjera o socijalnom distanciranju. Spot je za skladbu Psihički nestabilna. Redatelj spota je Ratko Ilijić, a u glavnoj ulozi je Klara Mucci, uz sparing podršku osnivača benda Lea Murgića.
Klub Kocka i Dom mladih u kojem je Kocka odigrali su veliku ulogu u dvadeset godina koje stoje iza “Špurijusa”.

## Diskografija
- Čovječe, ne ljuti se, demoalbum, 1999.
- Matejuško, jubavi moja, demoalbum, 2000.
- Masovni ukus, Album - Juda Records 2018.
- Išijas, Album - Dallas Records 2021.

## Članovi sastava
Članovi:
- Boris Tudor - gitara
- Ivica Božić Jojo - bas
- Ante Sabalić Saba - bubnjevi
- Domagoj Božinović - vokal

## Vanjske poveznice
- Facebook